# Plač
Plač je naselje v Občini Kungota.